# 106-я пехотная дивизия (вермахт)
106-я пехотная дивизия — тактическое соединение сухопутных войск вооружённых сил нацистской Германии периода Второй мировой войны.
106-я пехотная дивизия была сформирована 22 ноября 1940 года в Германии в 6-м военном округе. С мая 1941 года была активно задействована на Востоке, на центральном участке фронта.

## История формирования дивизии
Дивизия сформирована в сентябре - октябре 1939 года в Кельне.
22 ноября 1940 года генерал-майор Эрнст Денер возглавил 106-ю пехотную дивизию из 6-го военного округа, 12-й волны мобилизации. Дивизия до июня 1941 года проходила подготовку в Кёльне.

### Дислокация
- Германия — ноябрь 1940 года - июнь 1941 года;
- Восточный театр военных действий: группа армий «Центр» — июнь 1941 года - ноябрь 1943 года.

## Боевой путь дивизии

### Операция «Барбаросса»
На Восточном фронте действует с июля 1941 года, двигалась по маршруту: Польша, Витебск, Смоленск, Ярцево, Карманово, Гжатск, Волоколамск. В начале войны входила в состав 5-го армейского корпуса.
В составе группы армий «Центр» дивизия участвовала в операции «Барбаросса» и наступала сначала на Смоленск, а затем на Москву.

### Духовщинская операция

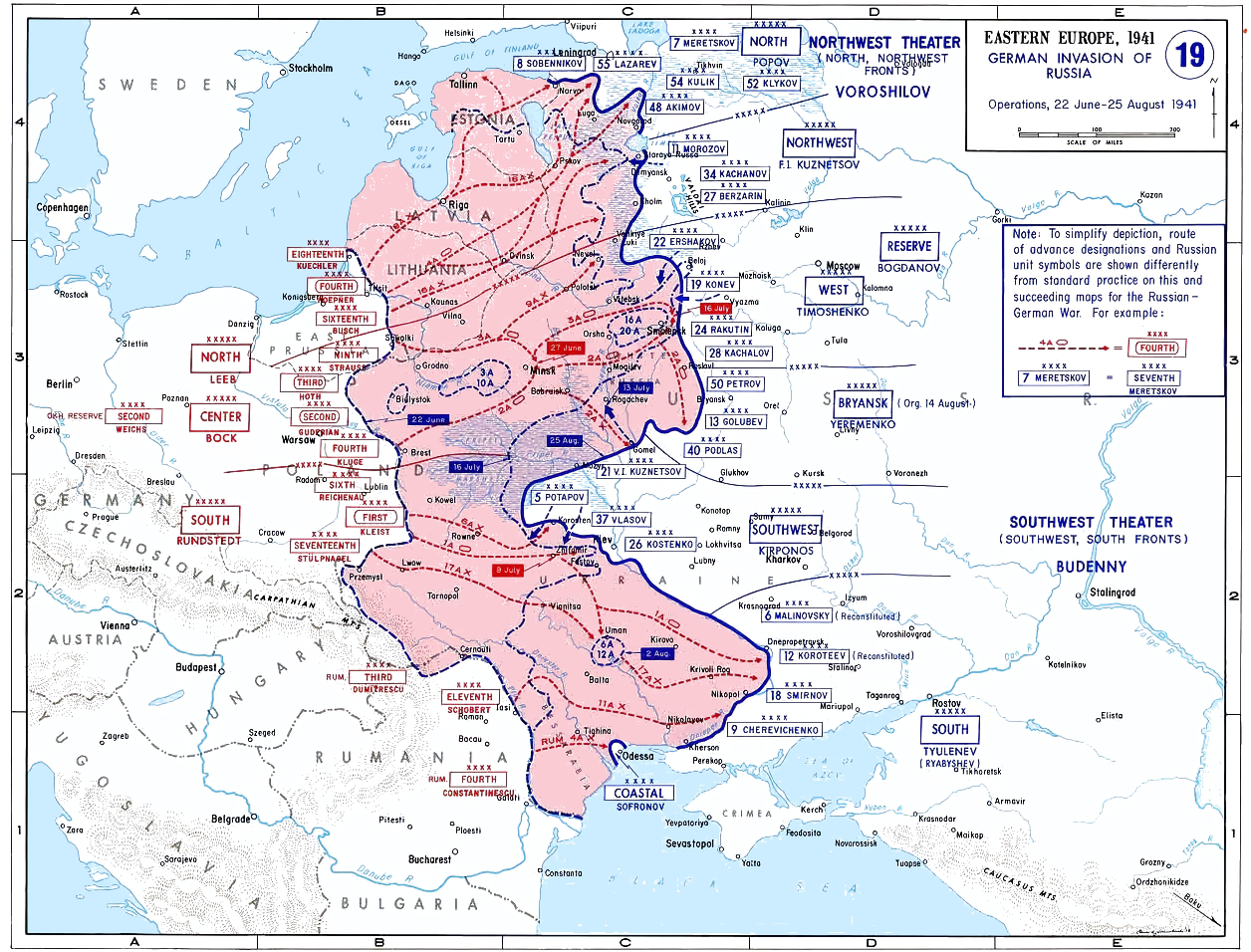
Июль-сентябрь 1941

Основной удар в Духовщинской наступательной операции советского Западного фронта наносили 19-я армия генерал-лейтенанта И. С. Конева (89-я, 91-я и 166-я стрелковые дивизии) и 30-я армия генерал-майора В. А. Хоменко (242-я, 250-я и 251-я стрелковые и 107-я танковая дивизии).

### Операция «Тайфун»
В начале октября 1941 года 5-й армейский корпус в составе 35-й, 5-й и 106-й пехотных дивизий вели наступление на 244-ю стрелковую дивизию. 5-й армейский корпус вермахта прикрывал правый фланг наступающего на Вязьму 56-го моторизованного корпуса. Наступление значительных сил танков и пехоты корпуса сдерживала 244-я дивизия, поддержанная артиллерийскими и миномётными частями, которая стойко держалась всю первую половину дня. К 15:00 части корпуса вынудили 244-ю дивизию отойти на рубеж Гунино — Шатуны — Борники.
27 октября 1941 года 5-й армейский корпус занял Волоколамск.
25 ноября 1941 года командир 106-й пехотной дивизии выехал за восточную окраину деревня Тимоново (у северной оконечности Сенежского озера) за линию передовых частей своего 239-го пехотного полка. Немцами был обнаружен военный объект — учебный полигон курсов «Выстрел».
В боях до декабря 1941 года дивизия потеряла весь кадровый состав и неоднократно пополнялась.
В конце января пехотные полки дивизии имели по два батальона; в ротах насчитывалось по 100 человек. 239 пехотный полк в конце декабря получил 180 человек, а 240 пехотный полк- 140 человек из маршевого батальона, прибывшего из г. Кельн в Орша.
В результате пополнения каждая рота 239 пехотного полка имела 40- 45 человек, за исключением 6 роты, где насчитывалось 57 человек.
Переброска солдат на доукомплектование полков из Орша в район Ржев производилась на транспортных самолётах.
В начале 1942 года — бои в районе Можайска и Гжатска.
В начале января 1942 года дивизия получила пополнение из двух маршевых батальонов общей численностью до 630 человек. Кроме того, в составе дивизии в конце первой половины января действовал танковый батальон 7-й танковой дивизии.
В ходе операции «Тайфун» 4-я танковая армия в боях под Москвой потерпела ряд поражений и вынуждена была отступить.
К маю 1942 года от 106-й пехотной дивизии, воевавшей в 15-й армии, осталась все одна боевая группа.
с мая 1942 года - на Западе, с марта в дивизию были включены остатки 39-й пехотной дивизии в качестве дивизионной группы 39-й пехотной дивизии.
1 октября 1942 года Денер был произведён в генерал-лейтенанты и возглавил 82-й армейский корпус.
В феврале 1944 г. в состав дивизии включена депо-дивизия "Миловитц".

### Ясско-Кишинёвская операция
19 августа 1944 года во второй половине дня после примерно получасовой артиллерийской подготовки противник на нескольких участках фронта группы армий "Южная Украина" провёл разведку боем оборону немецких войск силами не более батальона. Первые атаки были успешно отражены с большими потерями в людях у противника.
На одном из участков фронта армейской группы Думитреску советским войскам удалось незначительно вклиниться в расположение 21-й румынской дивизии в районе населённого пункта Раскети.
На левом крыле группы Думитреску многочисленные атаки на позиции 14-й румынской, 106-й и 370-й немецких пехотных дивизий были успешно отбиты, не считая второстепенных местных вклинений в оборону немецких войск.
В воскресенье 20 августа 1944 года началось ожидаемое наступление крупных сил противника.
Несколько больших успехов противник добился на участках 294-й пехотной дивизии западнее Бутора, 14-й румынской и 106-й немецкой пехотных дивизий (у Редены) на северном фланге.
В сентябре 1944 года 106-я пехотная дивизия уничтожена в группе армий "Южная Украина". Остатки переданы 15-й и 76-й пехотным дивизиям. В марте 1945 года на Западе была сформирована новая 106-я пехотная дивизия с включением в состав последней остатков разгромленной 708-й народно-гренадерской дивизии (см. 708-я народно-гренадерская дивизия).

## Боевой состав дивизии
- 239-й пехотный полк[1]
- 240-й пехотный полк[1]
- 241-й пехотный полк[1]
- 107-й артиллерийский полк[1]

## Командный состав дивизии
- генерал-майор Эрнст Денер — 28 ноября 1940 года – 3 мая 1942 года;
- генерал-лейтенант Alfons Hitter — 3 мая 1942 года - 1 ноября 1942 года;
- генерал-лейтенант Arthur Kullmer — 1 ноября 1942 года - 1 января 1943 года;
- генерал-лейтенант Werner Forst — 1 января 1943 года - 20 февраля 1944 года;